# Jean Gaspard Hulot
Jean-Gaspard Hulot né à Charleville le 12 août 1780, et mort à Maubert Fontaine le 3 septembre 1854 est un lieutenant-colonel de l'armée française.

## Biographie
Jean-Gaspard Hulot entre le 1er nivôse an V (21 décembre 1796) à l'École polytechnique d'où il passe sous-lieutenant à L'École d'artillerie de Châlons, le 26 floréal an VIII (16 mai 1800). À la sortie de cette école, le 1er nivôse an IX (22 décembre 1800), il entre comme lieutenant en second au 3e régiment d'artillerie à pied. Lieutenant en premier d'une compagnie d'ouvriers d'artillerie, il passe capitaine en second en 1807. Employé à la manufacture d'armes de Liège en 1809, il prend, avec le grade de capitaine en premier, le commandement de la 158e compagnie d'ouvriers d'artillerie en 1812. Cette compagnie était attachée à la Grande Armée, qu'il suivit avec le grade de chef de bataillon d'artillerie (1813) jusqu'à la fin de la campagne de France. Mis en non-activité le 1er novembre 1814, le commandant Hulot est replacé à la direction d'artillerie de Mézières et nommé, pendant les Cent Jours, adjoint à l'état-major du corps d'observation de Valenciennes. 
La Restauration l'envoya commander l'artillerie du département de Cherbourg, il passe comme sous-directeur à Cherbourg en 1816. Il entre en 1820 avec son grade de chef de bataillon au 1er régiment de La Fère (1er régiment d'artillerie à pied), qu'il quitta un instant, mais où il rentra en novembre 1823, après avoir exercé dans l'intervalle les fonctions de sous-directeur du parc de siège de l'armée des Pyrénées. 
Nommé directeur d'artillerie à la Martinique, il reste aux colonies de 1825 à 1830. Il se marie à Fort-De-France (Martinique), en 1827, à Charlotte-Julie-Elisabeth de Collart (parfois écrit Collart de Ste Marthe), arrière-petite-fille de François de Collart, un des principaux fondateurs des colonies aux Antilles.
À cette époque, il est désigné pour la place de sous-directeur d'artillerie à Grenoble, mais, ne voulant pas servir un nouveau gouvernement, il demande à faire valoir ses droits à la retraite et obtint la faculté de se retirer dans ses foyers, avec un congé en expectative de retraite. Celle-ci lui fut accordée avec le grade de lieutenant-colonel, par l'ordonnance du 15 février 1832, après une carrière de 35 années de service, dont une bonne partie en campagne : 
- un an au corps d'observation de la Gironde
- trois ans au camp de Boulogne
- un an à l'armée de Dalmatie
- deux ans au Portugal
- six ans à la Grande Armée [1];

Il avait séjourné huit mois sur les pontons de La Corogne, de 1808 à 1809. Chevalier de la Légion d'honneur en 1814 et chevalier de Saint-Louis en 1818, il avait aussi reçu pendant l'expédition d'Espagne de 1823 les croix d'officier de la Légion d'honneur et de chevalier de Saint-Ferdinand d'Espagne (2e classe). 

## Blason
Jean Gaspard Hulot ne possède pas de blason.

Son fils Jules Louis Charles hérite (il a 5 ans) du blason et du titre héréditaire de baron de son oncle Jacques Louis Hulot.
1er blasonnement (hérité du Général baron Jacques Louis Hulot) : 
"d'or, à la fasse crénelée de gueules, sommée d'une hulotte de sable, tenant une épée d'argent dans la patte dextre; en pointe une bombe d'azur.",

ou

"écartelé : aux 1er et 4e d'or, à la fasce crénelée et abaissée de gueules, sommée d'une hulotte de sable, allumée et armée de gueules tenant de la patte dextre une épée d'argent, montée d'or et accompagnée en pointe d'une bombe d'azur ; aux 2e et 3e d'azur, à l'aigle à deux têtes d'or.",. 

Les 2 textes rapportant le blason citent les lettres patentes du 11 avril 1818 ayant créé le titre héréditaire de Baron, mais le second rajoute l'aigle à 2 têtes (qui est de Collart,repris uniquement par son neveu Jules).

2ème blasonnement: Vraisemblablement modifié par Jules Louis Charles après être autorisé à accoler le nom de sa mère à son patronyme.

"écartelé, aux 1 et 4 d'azur, à l'aigle éployé d'or, au vol abaissé (qui est de Collart moderne) ; aux 2 et 3 d'argent,  de trois fusées et deux demies de sable, au chef de même (qui est de Ste-marthe) ; sur le tout ; d'or, à une fasce crénelée de gueules, sommée d'une hulotte de sable tenant une épée d'argent dans dextre, en pointe, une bombe d'azur (qui est de hulot)""

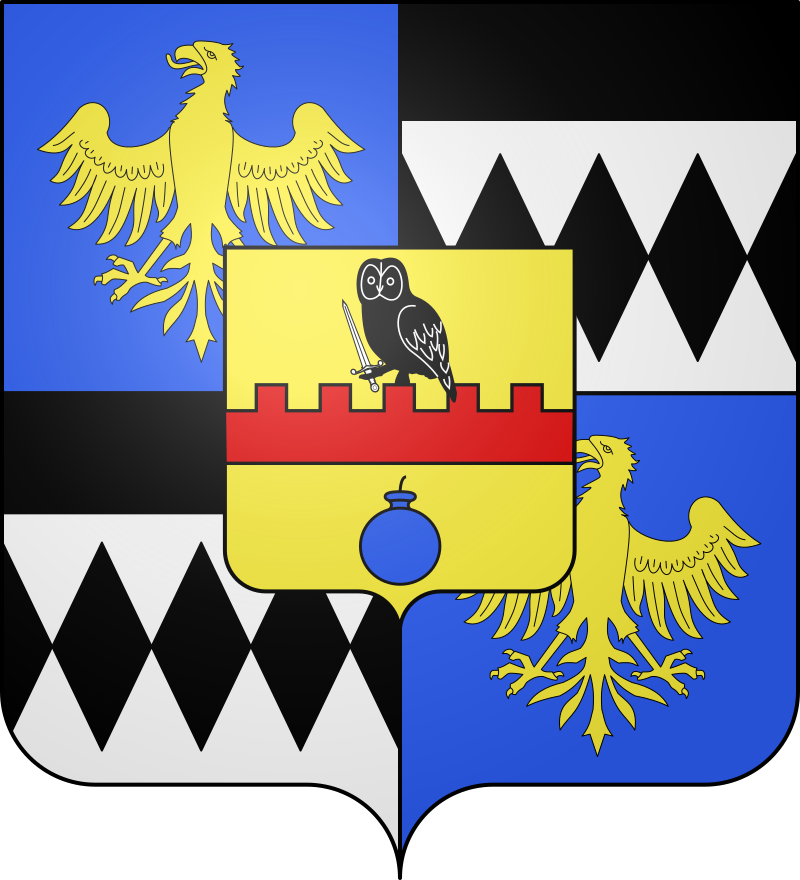
Blason de Jules Louis Charles Hulot de Collart

Version corrigée aux normes: "écartelé, aux 1 et 4 d'azur, à l'aigle d'or, au vol abaissé (qui est de Collart moderne) ; aux 2 et 3 d'argent, à la fasce de trois fusées et deux demies de sable, au chef de même (qui est de Ste-marthe) ; sur le tout ; d'or, à une fasce crénelée de gueules, sommée d'une hulotte de sable tenant une épée d'argent de sa patte dextre, la fasce accompagnée en pointe, d'une bombe d'azur (qui est de hulot)"

## Famille Hulot/ Hulot de Collart
Jean Gaspard Hulot, frère du général Baron Jacques Louis Hulot, est la source de la branche Hulot de Collart, son fils Jules Louis Charles ayant été autorisé à rattacher la particule "de Collart" (nom de sa mère) à son propre patronyme (Décret du 26/02/1874). Une partie de sa descendance prendra le nom "Hulot de Collart Sainte-Marthe", Charlotte-Julie-Elisabeth de Collart étant également une des dernières représentantes de la branche "Sainte-Marthe". Il a pour descendants trois filles (Louise Amélie - 1831-1911, Louise Victoire Eugénie - 1833-1912 et Jeanne Charlotte Clémentine - 1836-1914) et un fils (Jules Louis Charles - 1838-1925, baron et employé au Ministère des Finances). Ses parents, Jean Louis Hulot (de Garammond) et Marie Magdelaine Morigny de St Yves, lui ont donnés 9 frères et sœurs (notamment Jacques Louis Hulot),,.

### Lettre de recommandation du Général Hugo
L'acquisition de la Légion d'Honneur aurait pu être impossible pour Jean Gaspard, si celui ci n'avait pas obtenu une lettre de recommandation de la part du Général Hugo, le père de Victor Hugo. Cette lettre date du 30 juillet 1814. La voici ci dessous:
« La manière distinguée dont M. le chef de bataillon Hulot s'est comporté pendant le blocus, lui a mérité mon estime particulière et m'a déterminé à le proposer pour la décoration de la Légion d'honneur. C'est à l'activité du détachement commandé par ce brave officier, toujours prêchant d'exemple, que j'ai dû l'avantage de me voir promptement en état de résistance lors de l'invasion du territoire ancien du royaume. Je ne parlerai pas des talents de M Hulot, son grade en est la preuve dans l'arme savante où il sert ; mais je dirais qu'il en relève beaucoup l'éclat par sa conduite modeste et son excellente moralité.
Signé Hugo »
Pour Jean Gaspard, cette lettre fut l'accomplissement de toute une vie, une ultime reconnaissance de son activité dans l'armée et dans la France.

## Sources
- Henri Renault du Motey, Un héros de la Grande-Armée : Jean Gaspard Hulot de Collart, officier supérieur d'artillerie (1780-1854), Paris : Librairie Alphonse Picard et fils, 1911 (→ lire sur Gallica)
- Souvenirs militaires du baron Hulot (Jacques-Louis), général d'artillerie, 1773-1843, Paris : Direction du Spectateur militaire, 1886 (→ lire sur Gallica)
- Annuaire de la noblesse de France et des maisons souveraines d'Europe, 1843
- Annuaire de la noblesse de France et des maisons souveraines d'Europe, 1914.
- Les familles titrées et anoblies au XIXe siècle - titres, anoblissements et pairies de la Restauration, 1814-1830. Tome 4, par Vte A. Reverend 1904.
- François de Collart et la Martinique de son temps : Colonisations, Sièges, révoltes et Combats, de 1625 à 1720" (page 262) par I. Guët 1893.